# Cho In-chul
Cho In-chul (kor. 조인철; ur. 4 marca 1976) – południowokoreański judoka. Srebrny medalista olimpijski z Sydney 2000 i brązowy z Atlanty 1996. Startował w kategorii 78–81 kg.
Mistrz świata w 1997 i 2001 i trzeci w 1999. Triumfator igrzysk azjatyckich w 1998, a także igrzysk Azji Wschodniej w 1997 i 2001. Wicemistrz Azji w 1995 i 1996. Triumfator akademickich MŚ w 1996 i drugi na uniwersjadzie w 1995 roku.

## Letnie Igrzyska Olimpijskie 1996
| Konkurencja | Rundy eliminacyjne  | Rundy eliminacyjne        | Rundy eliminacyjne       | Runda finałowa         | Runda finałowa        | Klas. końcowa |
| Konkurencja | Przeciwnik I        | Przeciwnik II             | Przeciwnik III           | 1/2                    | o 3. miejsce          | Miejsce       |
| ----------- | ------------------- | ------------------------- | ------------------------ | ---------------------- | --------------------- | ------------- |
| 78 kg       | Oleg Crețul (MDA) Z | Soso Liparteliani (GEO) Z | Vladimir Shmakov (UZB) Z | Toshihiko Koga (JPN) P | Gastón García (ARG) Z | 3.            |

## Letnie Igrzyska Olimpijskie 2000
| Konkurencja | Rundy eliminacyjne    | Rundy eliminacyjne     | Rundy eliminacyjne      | Runda finałowa       | Runda finałowa          | Klas. końcowa |
| Konkurencja | Przeciwnik I          | Przeciwnik II          | Przeciwnik III          | 1/2                  | Finał                   | Miejsce       |
| ----------- | --------------------- | ---------------------- | ----------------------- | -------------------- | ----------------------- | ------------- |
| 81 kg       | José Figueroa (PUR) Z | Florian Wanner (GER) Z | Aleksei Budõlin (EST) Z | Nuno Delgado (POR) Z | Makoto Takimoto (JPN) P | 2.            |